# Monroe County (Mississippi)
Das Monroe County ist ein County im US-Bundesstaat Mississippi. Das U.S. Census Bureau hat bei der Volkszählung 2020 eine Einwohnerzahl von 34.180 ermittelt.
Der Verwaltungssitz (County Seat) ist Aberdeen, das nach der gleichnamigen Stadt in Schottland benannt wurde.

## Geographie
Das County liegt im Nordosten von Mississippi, grenzt im Osten an Alabama und hat eine Fläche von 2000 Quadratkilometern, wovon 20 Quadratkilometer Wasserfläche sind. Es grenzt an folgende Countys:
| Lee County       | Itawamba County |                        |
| Chickasaw County |                 | Lamar County (Alabama) |
| Clay County      | Lowndes County  |                        |

## Geschichte

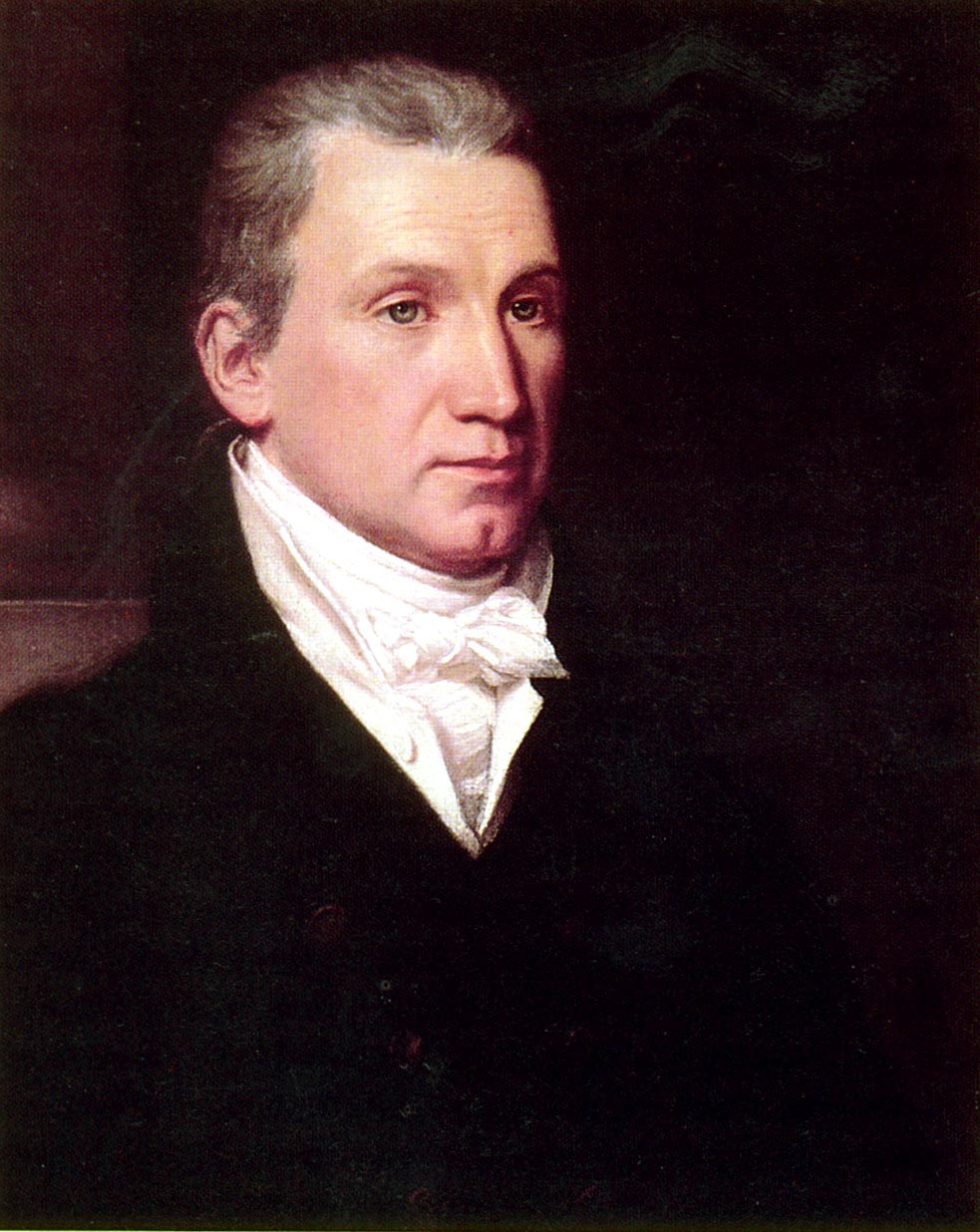
James Monroe

Das Monroe County wurde am 9. Februar 1821 aus Land der Chickasaw gebildet. Benannt wurde es nach James Monroe (1758–1831), dem fünften Präsidenten der Vereinigten Staaten.

Eine archäologische Fundstätte hat den Status einer National Historic Landmark, die Hester Site. 36 Bauwerke und Stätten des Countys sind insgesamt im National Register of Historic Places eingetragen (Stand 2. Februar 2018).

## Demografische Daten

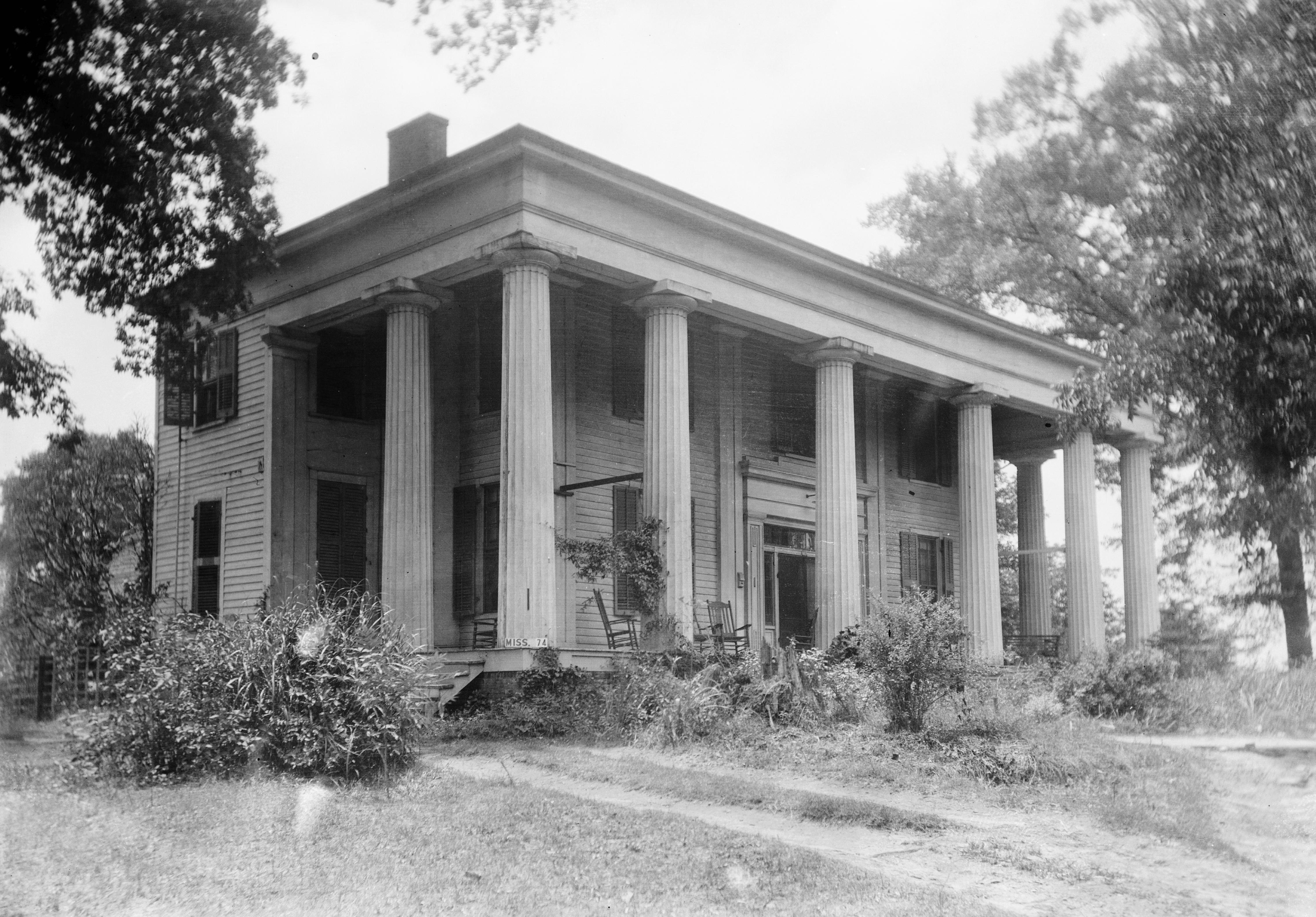
Das Reuben Davis House, gelistet im NRHP

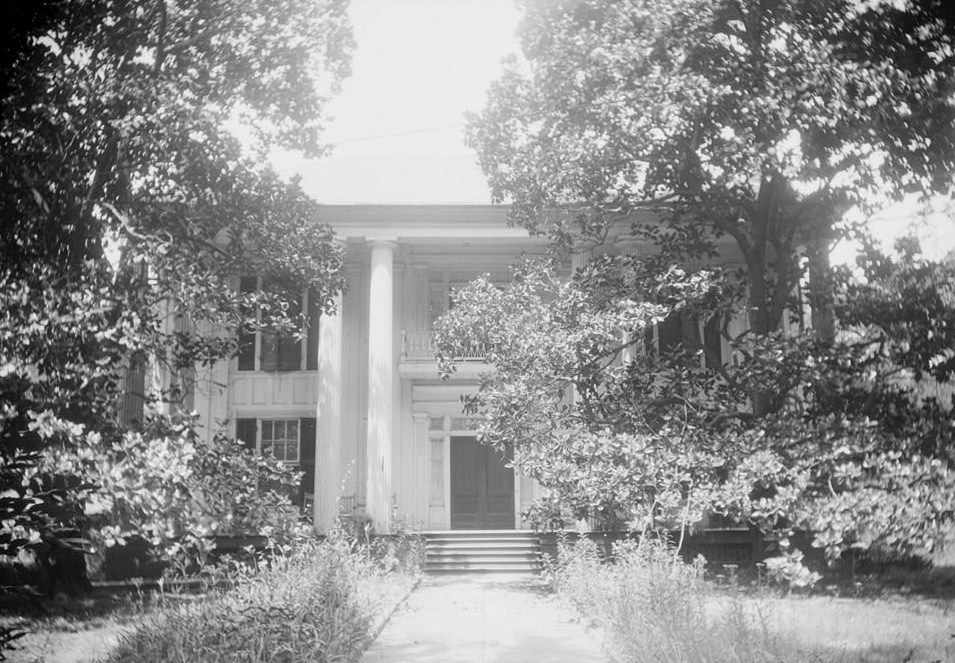
John Holliday House, gelistet im NRHP

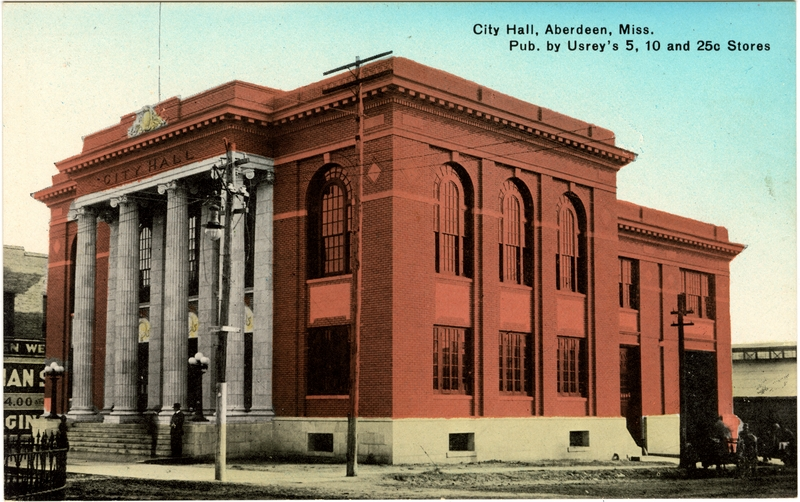
Aberdeen City Hall, gelistet im NRHP

Nach der Volkszählung im Jahr 2000 lebten im Monroe County 38.014 Menschen in 14.603 Haushalten und 10.660 Familien. Die Bevölkerungsdichte betrug 19 Personen pro Quadratkilometer. Ethnisch betrachtet setzte sich die Bevölkerung zusammen aus 68,37 Prozent Weißen, 30,77 Prozent Afroamerikanern, 0,10 Prozent amerikanischen Ureinwohnern, 0,17 Prozent Asiaten, 0,01 Prozent Bewohnern aus dem pazifischen Inselraum und 0,11 Prozent aus anderen ethnischen Gruppen; 0,47 Prozent stammten von zwei oder mehr Ethnien ab. 0,69 Prozent der Bevölkerung waren spanischer oder lateinamerikanischer Abstammung, die verschiedenen der genannten Gruppen angehörten.
Von den 14.603 Haushalten hatten 34,7 Prozent Kinder unter 18 Jahren, die mit ihnen lebten. 52,0 Prozent waren verheiratete, zusammenlebende Paare, 17,2 Prozent waren allein erziehende Mütter und 27,0 Prozent waren keine Familien. 24,7 Prozent aller Haushalte waren Singlehaushalte und in 11,8 Prozent lebten Menschen im Alter von 65 Jahren oder darüber. Die durchschnittliche Haushaltsgröße lag bei 2,57 und die durchschnittliche Familiengröße bei 3,07 Personen.
27,2 Prozent der Bevölkerung war unter 18 Jahre alt, 8,7 Prozent zwischen 18 und 24, 27,6 Prozent zwischen 25 und 44, 22,5 Prozent zwischen 45 und 64 Jahre alt und 14,0 Prozent waren 65 Jahre oder älter. Das Durchschnittsalter betrug 36 Jahre. Auf 100 weibliche kamen statistisch 89,7 männliche Personen und auf 100 Frauen im Alter von 18 Jahren oder darüber kamen 84,7 Männer.

Das durchschnittliche Einkommen eines Haushaltes betrug 30.307 USD, das einer Familie 36.749 USD. Männer hatten ein durchschnittliches Einkommen von 30.232 USD, Frauen 20.411 USD. Das Prokopfeinkommen lag bei 14.072 USD. Etwa 13,6 Prozent der Familien und 17,2 Prozent der Bevölkerung lebten unterhalb der Armutsgrenze.

## Städte und Gemeinden
| Citys - Aberdeen - Amory | Towns - Caledonia1 - Hatley - Nettleton2 - Smithville | Village - Gattman |

1 – teilweise im Lowndes County

2 – teilweise im Lee County

Unincorporated Communitys
| - Athens - Becker - Bigbee - Binford - Bristow | - Central Grove - Darracott - Flinn - Gibson - Greenwood Springs | - Hamilton - Lackey - Mormon Springs - Muldon - Parham | - Prairie - Quincy - Riggins - Sipsey Fork - Splunge | - Strong - Tranquil - Westville - Wise Gap - Wren |